# Alfred Nijhuis
Alfred Nijhuis (født 23. marts 1966) er en tidligere hollandsk fodboldspiller.